# Crotalaria dura
Crotalaria dura är en ärtväxtart som beskrevs av John Medley Wood och Maurice Smethurst Evans. Crotalaria dura ingår i släktet sunnhampor, och familjen ärtväxter.

## Underarter
Arten delas in i följande underarter:
- C. d. dura
- C. d. mozambica